# 카슈브어
카슈브어(kaszëbsczi jãzëk, pòmòrsczi jãzëk, kaszëbskò-słowińskô mòwa)는 서슬라브의 카슈브인이 사용하는 서슬라브어의 하위어군인 레흐 제어에 속하는 슬라브어의 한갈래로, 폴란드 포메라니아 지역에서 쓰인다. 사용인구는 약 10만명이다. 폴란드어는 카슈브어와 소통이 원활하지 않으나, 폴란드 내에서는 정치-사회적인 이유로 폴란드어의 방언으로 여기고 있다.
카슈브어 문헌은 16세기에 처음 등장하였으며, 1879년에는 현재 쓰이고 있는 근대 정서법이 도입되었다. 폴란드 포메라니아에서 학교 교습언어, 지방행정어 등으로 쓰이고 있으며, 캐나다의 카슈브인 공동체에서도 사용되고 있다.

## 음운

### 홀소리[1][2]
|          | 전설   | 중설 | 중설 | 후설 |
| 비원순   | 비원순 | 원순 | 원순 |      |
| -------- | ------ | ---- | ---- | ---- |
| 고모음   | i      |      |      | u    |
| 중고모음 | e      | ə    |      | o    |
| 중저모음 | ɛ      | ə    | ɞ    | ɔ    |
| 저모음   |        | a    |      |      |

### 닿소리[3][4]
|        |        | 입술소리 | 치음/ 치경음 | 후치경음 | 치경구개음/ 경구개음 | 연구개음 |
| ------ | ------ | -------- | ------------ | -------- | -------------------- | -------- |
| 비음   | 비음   | m        | n            |          | ɲ                    |          |
| 파열음 | 무성음 | p        | t            |          |                      | k        |
| 파열음 | 유성음 | b        | d            |          |                      | ɡ        |
| 파찰음 | 무성음 |          | ts           | tʃ       |                      |          |
| 파찰음 | 유성음 |          | dz           | dʒ       |                      |          |
| 마찰음 | 무성음 | f        | s            | ʃ        |                      | x        |
| 마찰음 | 유성음 | v        | z            | ʒ        |                      |          |
| 유음   | 설측음 |          | l            |          |                      |          |
| 유음   | 전동음 |          | r            |          |                      |          |
| 반모음 | 반모음 |          |              |          | j                    | w        |

## 같이 보기
- 카슈브어 알파벳
- 고대 프로이센어
- 포메렐리아